# 柳生駅

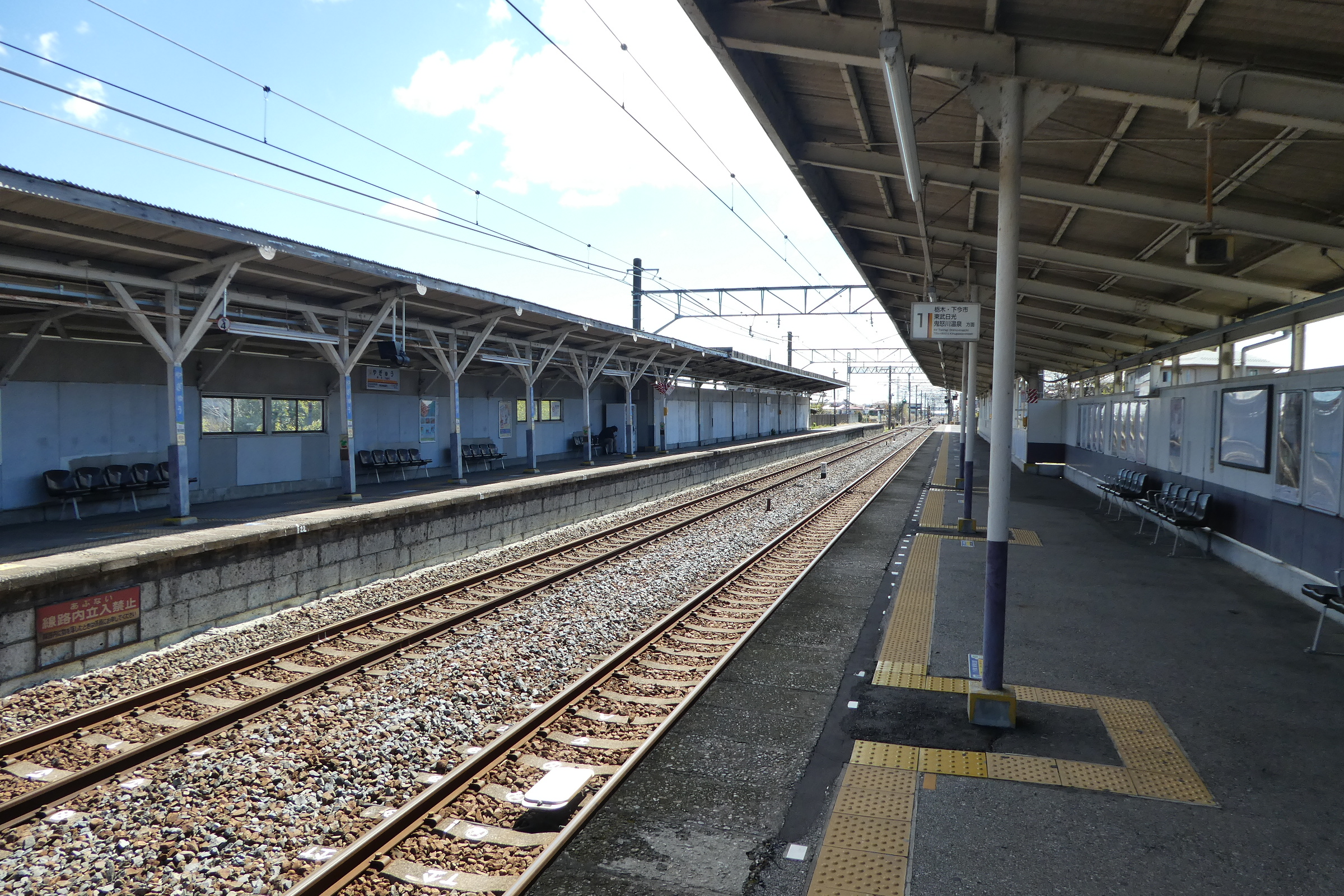
ホーム（2019年4月）

柳生駅（やぎゅうえき）は、埼玉県加須市小野袋にある東武鉄道日光線の駅である。駅番号はTN 06。

## 歴史
- 1929年（昭和4年）11月1日 - 開業[1]。
- 2012年（平成24年）3月17日 - TN 06の駅ナンバリングを導入。

## 駅構造
相対式ホーム2面2線を有する地上駅。東武日光方面ホームの先端に木造駅舎を有する。駅舎内は駅事務室（不在時間あり）、PASMO対応自動改札機、自動券売機が設置されている。また、待合室はなくホーム上にベンチが設置されている。東武日光方面ホームへはスロープでアクセスできるが、浅草方面ホームとは階段のみの跨線橋で連絡する。構内トイレはオストメイトに対応している。

### のりば
| 番線 | 路線   | 方向 | 行先                                                                                   |
| ---- | ------ | ---- | -------------------------------------------------------------------------------------- |
| 1    | 日光線 | 上り | 南栗橋・東武動物公園・ 東武スカイツリーライン 北千住・とうきょうスカイツリー・浅草方面 |
| 2    | 日光線 | 下り | 新栃木・東武日光・ 鬼怒川線 鬼怒川温泉・ 宇都宮線 東武宇都宮方面                       |

- 上記の路線名は旅客案内上の名称（「東武スカイツリーライン」は愛称）で表記している。
- 2013年3月16日のダイヤ改正で当駅は区間快速の停車駅から外され、また当駅から東武動物公園方面を乗り換え無しで結ぶ列車も2017年4月21日改正で消滅した。そのため、当駅 - 東武動物公園、東武スカイツリーライン、半蔵門線、日比谷線方面を行き来する場合は、南栗橋駅で必ず乗り換えとなる。

## 利用状況
2024年度の1日平均乗降人員は1,027人である。
近年の1日平均乗降・乗車人員の推移は下表の通り。
| 年度               | 1日平均 乗降人員 | 1日平均 乗車人員 | 出典       |
| ------------------ | ---------------- | ---------------- | ---------- |
| 1998年（平成10年） | 2,405            |                  |            |
| 1999年（平成11年） | 2,344            | 1,210            | [ * 1 ]    |
| 2000年（平成12年） | 2,410            | 1,240            | [ * 2 ]    |
| 2001年（平成13年） | 2,388            | 1,216            | [ * 3 ]    |
| 2002年（平成14年） | 2,245            | 1,139            | [ * 4 ]    |
| 2003年（平成15年） | 2,106            | 1,062            | [ * 5 ]    |
| 2004年（平成16年） | 2,049            | 1,032            | [ * 6 ]    |
| 2005年（平成17年） | 1,939            | 975              | [ * 7 ]    |
| 2006年（平成18年） | 1,921            | 963              | [ * 8 ]    |
| 2007年（平成19年） | 1,952            | 978              | [ * 9 ]    |
| 2008年（平成20年） | 1,823            | 909              | [ * 10 ]   |
| 2009年（平成21年） | 1,716            | 857              | [ * 11 ]   |
| 2010年（平成22年） | 1,565            | 783              | [ * 12 ]   |
| 2011年（平成23年） | 1,539            | 771              | [ * 13 ]   |
| 2012年（平成24年） | 1,496            | 746              | [ * 14 ]   |
| 2013年（平成25年） | 1,552            | 775              | [ * 15 ]   |
| 2014年（平成26年） | 1,529            | 765              | [ * 16 ]   |
| 2015年（平成27年） | 1,514            | 759              | [ * 17 ]   |
| 2016年（平成28年） | 1,482            | 747              | [ * 18 ]   |
| 2017年（平成29年） | 1,471            | 740              | [ * 19 ]   |
| 2018年（平成30年） | 1,392            | 700              | [ * 20 ]   |
| 2019年（令和元年） | 1,196            | 600              | [ * 21 ]   |
| 2020年（令和02年） | 900              |                  | [ 東武 3 ] |
| 2021年（令和03年） | 948              | 476              | [ 東武 4 ] |
| 2022年（令和04年） | 983              | 494              | [ 東武 5 ] |
| 2023年（令和05年） | 1,037            | 519              | [ 東武 6 ] |
| 2024年（令和06年） | 1,027            | 514              | [ 東武 1 ] |

## 駅周辺

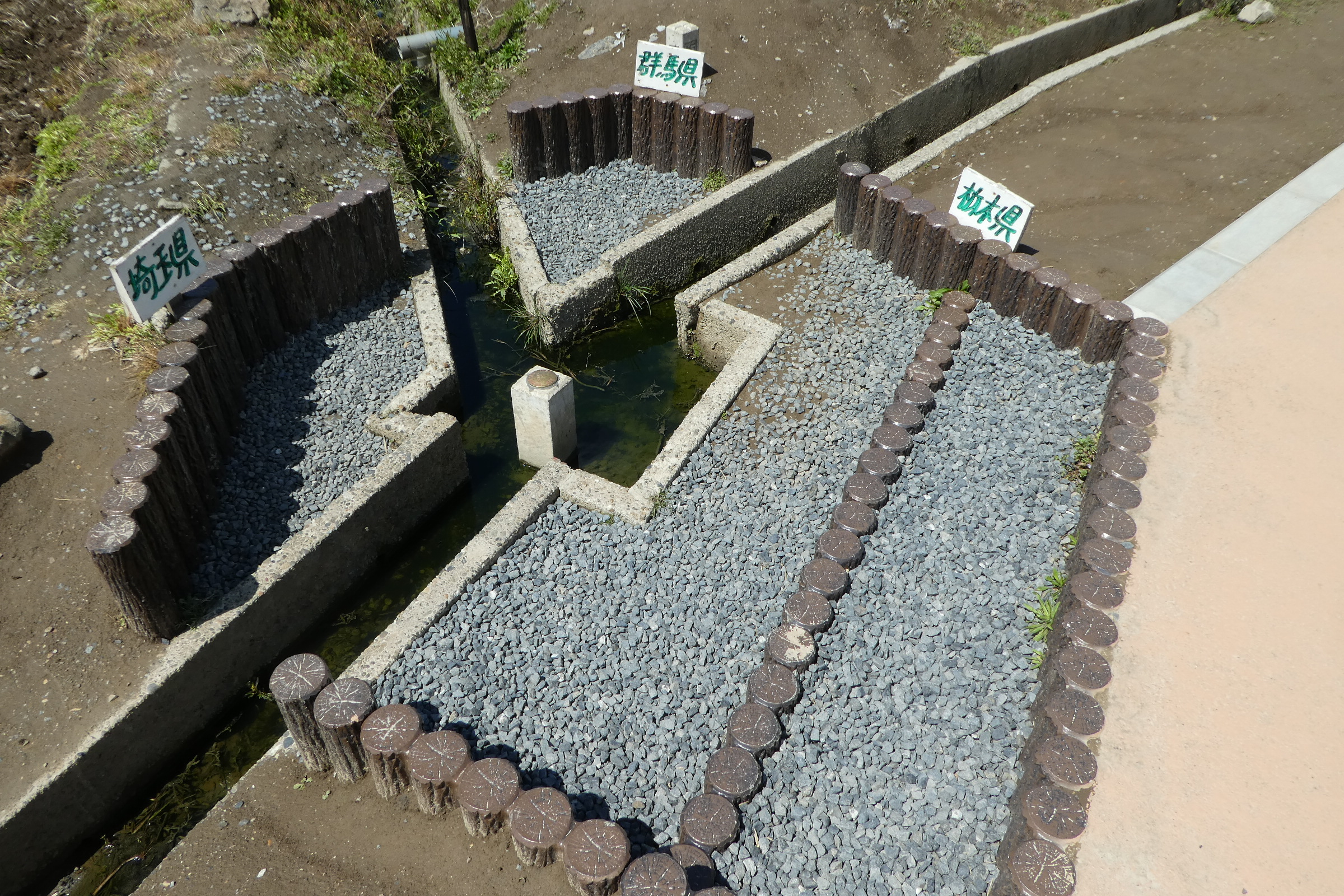
栃木・群馬・埼玉の三県境の最寄り駅。徒歩で約700 m

当駅の東北東約400 m弱（徒歩では700 m）の地点に、埼玉・栃木・群馬の3県が接する地点（三県境）がある。以前は田んぼのあぜ道に地権者が設置した看板が置かれているだけであったが、2018年4月に関連する2市1町により整備された。平地で3県が接する地点は、日本全国で当地のみである（他の地点はすべて山間部や河川上に存在する）。もともと県境に沿って渡良瀬川が流れていたが、明治・大正期に流路が付け替えられ、その後埋め立てられ水田となった経緯がある。
- 北川辺郵便局
- 埼玉県道415号柳生停車場線
- 埼玉県道9号佐野古河線
  - 道の駅かぞわたらせ
- 国道354号
- マルヤ北川辺店
- 開智未来中学・高等学校
- 渡良瀬遊水地
- 柳生沼
- 仕出沼

### バス路線
「柳生駅」停留所にて、加須市コミュニティバス「かぞ絆号」が発着する。なお、日曜・年末年始は運休となる。
- 新古河駅西口
- 済生会加須病院

## 隣の駅
東武鉄道
 日光線
■急行
通過
■普通
新古河駅（TN 05） - 柳生駅（TN 06） - 板倉東洋大前駅（TN 07）